# 萨维尼 (上马恩省)
萨维尼（法語：Savigny，法語發音：[saviɲi] ⓘ）是法国上马恩省的一个市镇，属于朗格勒区。

## 地理
萨维尼（47°42'55"N, 5°38'48"E）面积6.19 平方千米，位于法国大東部大區上马恩省，该省份为法国东北部内陆省份，北起马恩省和默兹省，西接奥布省，西南接科多尔省，东南接上索恩省，东临孚日省。
与萨维尼接壤的市镇（或旧市镇、城区）包括：热讷夫里耶尔、日莱、普雷西尼、瓦勒鲁瓦、翁库尔。

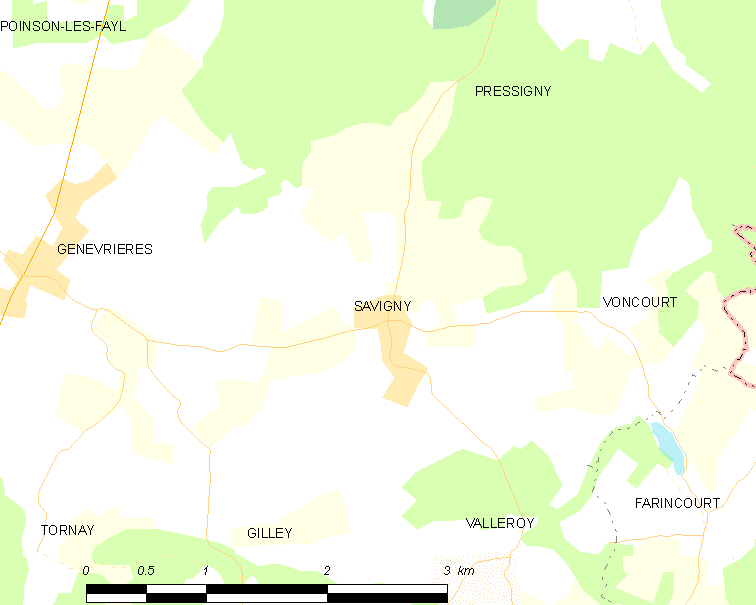
的OSM定位图

萨维尼的时区为UTC+01:00、UTC+02:00（夏令时）。

## 行政
萨维尼的邮政编码为52500，INSEE市镇编码为52467。

## 政治
萨维尼所属的省级选区为沙兰德雷县。

## 人口

1962-2008年间人口变化图示

萨维尼于2022年1月1日时的人口数量为58人。